# Rożnów (gmina)
Rożnów – dawna gmina wiejska w powiecie kosowskim województwa stanisławowskiego II Rzeczypospolitej. Siedzibą gminy był Rożnów.
Gminę utworzono 1 sierpnia 1934 r. w ramach reformy na podstawie ustawy scaleniowej z dotychczasowych gmin wiejskich: Kobaki, Rożnów, Rybno i Słobódka.
Po II wojnie światowej obszar gminy został odłączony od Polski i włączony do Ukraińskiej SRR. 
Uwaga: Podczas okupacji (1941–44) współistniejąca gmina Roszniów występowała pod nazwą gmina Rożnów.
Zobacz też: gmina Rożnowo Nowogardzkie, gmina Różnowo.